# مني

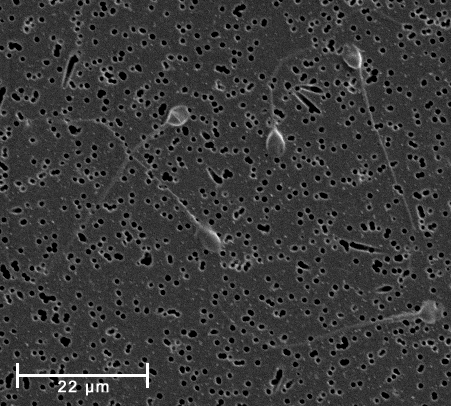
صورة مجهرية لمني بشري مكبر (1000x) ألف مرة، ويظهر فيه الحيوانات المنوية.

المَنِيّ أو السائل المَنَوِيّ هو أحد السوائل الجسمية، وهو سائل عضوي تفرزه الخصيتان (الغدد الجنسية) لدى الذكور ويحتوي على الحيوانات المنوية بالإضافة إلى إنزيمات وبروتينات ومركب الفركتوز وتعمل هذه العناصر على بقاء الحيوانات المنوية حية، وتوفر وسط يمكنها من خلاله التنقل أو السباحة.
يتم إنتاج المني في الحويصلة المنوية ويندفع خارج الجسم عبر العضو الذكري بعملية تسمى القذف.

## الوظائف الحيوية

### التلقيح
يحتوى على ملايين الحيوانات المنوية التي تلقح البويضات الأنثوية في عملية التكاثر، والحيوان المنوي القوي هو الذي يقوم بتلقيح البويضة أما بقيتها فتموت أثناء تحركها باتجاه البويضة، ولكون الحيوان المنوي يحتاج من (20 - 30) دقيقة أثناء تحركه باتجاه البويضة لذا يجب أحيانًا على المرأة أن تبقى مستلقية على ظهرها بعد الجماع لمدة (20 - 30) دقيقة لتسهيل عملية تحرك الحيوانات المنوية وهذا ليس شرط لحدوث الحمل؛ لأنه يمكن أن يحدث حمل بدون الاستلقاء على الظهر عندما تكون الحيوانات المنوية قوية وغير ضعيفة.

## المظهر
المني البشري عادةً ما يكون أبيض أو رمادي شفاف وحتى مُصفر أحيانًا، ووجود الدم في السائل المنوي يجعل من لونه وردي أو مُحْمَر، وتعرف هذه الحالة باسم تدمي المني ويمكن أن تشير إلى وجود مشكلة طبية ينبغي تقييمها من قبل الطبيب إذا استمرت الأعراض.
يتخثر الجزء الأخير من السائل المنوي المقذوف فورًا بعد القذف. ليشكل كريات، بينما الجزء الأول من السائل لا يكون كذلك عادةً.

## المكونات
يتكون المني من إفرازات تنتج في الخصية والبروستاتا وغدة كوبر والحويصلات المنوية، وجميعها تشترك لتؤلف أنواعا مختلفة من السوائل القاعدية حيث:
- تؤلف السوائل من البروستاتا 30% من المني ولكونه قاعديًّا فإنه يساعد على معادلة الحامض الموجود طبيعيًّا في الإحليل والمهبل وهذا يحمي النطف.
- تؤلف الحويصلات المنوية حوالي 60% من السائل المنوي وأيضاً يتكون من سائل قاعدي يحتوي على سكر الفركتوز الذي يعطي الطاقة للنطف.
- غدتا كوبر والخصيتان مسؤولتان عن إفراز الجزء الباقي من المني.

وتعرف عملية إخراج السائل المنوي بالقذف، ويتكون المني من جزئين -كما في الدم-: خلايا حية وتعرف بـالحيوانات المنوية، وسائل بلازمي يساعد على بقائها حية في الظروف الجديدة ويمدها بالطاقة، والجدول التالي يوضح مصادر المني بالتفصيل مع العناصر المكونة من كل مخرج:
| الغدة (المصدر)    | النسبة التقريبية | العناصر المكونة                                                      |
| الخصيتين          | (2 - 5)%         | (200 - 500) مليون حيوان منوي تنتج في الخصية خلال القذف الواحد.       |
| الحويصلات المنوية | (65 - 75)%       | أحماض أمينية، حمض ستريك، إنزيمات، فركتوز، بروتينات، فيتامين ج غيرها. |
| البروستات         | (25 - 30)%       | حمض الفوسفوريك، حمض ستريك، زنك وغيرها.                               |
| غدة كوبر          | < 1%             | الجالكتوز، المذي وغيرها.                                             |

وحسب تقرير منظمة الصحة العالمية المنشور في عام 1992 فإن العينة الطبيعية للمني البشري هي كالتالي:
- الكمية: 2 مل فأكثر.
- درجة الحموضة: (7.2 - 8.0).
- التركيز: 20 مليون حيوان منوي فأكثر/مل.
- العدد: 40 مليون حيوان منوي فأكثر.
- نسبة الحركة: 50% فأكثر للحركة الأمامية و 25% للحركة السريعة.

وكل هذه القياسات تتم خلال 60 دقيقة من القذف.

## وصلات خارجية
- "العوامل المؤثرة على مراحل تكوين الحيوانات المنوية"
- مقالة عن مكونات الحيوان المنوي

10.1006/anbe.1993.1271